# Yaqum
Yaqum (hebreiska: יקום) är en ort i Israel.   Den ligger i distriktet Centrala distriktet, i den norra delen av landet. Yaqum ligger 21 meter över havet och antalet invånare är 600.
Terrängen runt Yaqum är platt. Havet är nära Yaqum västerut.Runt Yaqum är det mycket tätbefolkat, med 5 399 invånare per kvadratkilometer. Närmaste större samhälle är Tel Aviv, 19,6 km söder om Yaqum. Runt Yaqum är det i huvudsak tätbebyggt.